# Талила
Та́лила  (эст. Talila) — деревня в волости Сааремаа уезда Сааремаа, Эстония. 
До административной реформы местных самоуправлений Эстонии 2017 года входила в состав волости Пёйде (упразднена).

## География и описание
Расположена в северо-восточной части острова Сааремаа, в 47 км от уездного и волостного центра — города Курессааре. Высота над уровнем моря — 6 метров.
Климат умеренный. Официальный язык — эстонский. Почтовый индекс — 94538.

## Население
По данным переписи населения 2021 года, в Талила насчитывалось 3 жителей, все — эстонцы.
По данным переписи населения 2011 года, в деревне также проживали 3 человека, все — эстонцы.
Численность населения деревни Талила по данным переписей населения:
| Год  | 1959 | 1970 | 2000 | 2011 | 2021 |
| ---- | ---- | ---- | ---- | ---- | ---- |
| Чел. | 22   | ↗ 24 | ↘ 8  | ↘ 3  | → 3  |

## История
В письменных источниках 1645 года упоминается Tallilayd, 1798 года — Tallila. 

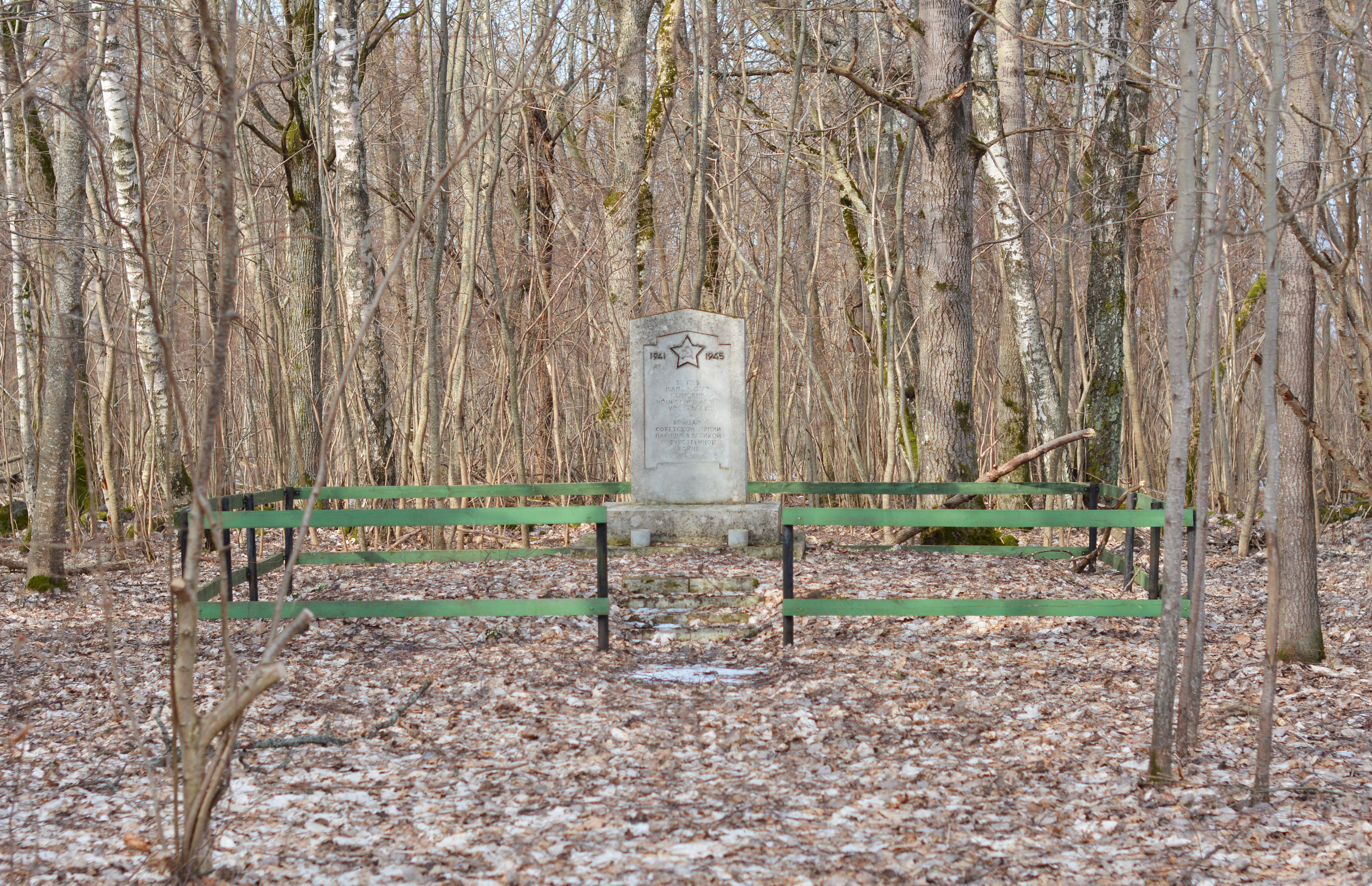
Советский памятник на братской могиле павших во II мировой войне в Талила, 2018 год. Демонтирован в 2022 году

В 1977–1997 годах Талила официально была частью деревни Каниссааре, ранее в списках часто записывалась вместе с соседней деревней Ула (эст. Ula-Talila). Деревня расположена на бывшем небольшом острове, первоначально в её названии было окончание ‘-laid’ (с эст. «маленький остров»: Talilaid), которое было сокращено до ‘-la’.   
В 1950 году на расположенной на территории деревни братской могиле советских воинов, павших во Второй мировой войне (исторический памятник с 1997 до 2023 года) был установлен памятник с надписью «1941— 1945 Воинам Советской армии, павшим в Великой Отечественной войне». В протоколе от 30 ноября 2022 года рабочая группа по советским памятникам при Госканцелярии Эстонии признала этот памятник «красным монументом», т. е. подлежащим демонтажу и замене на т.н. нейтральный (останки 53 человек перезахоронению не подлежат). Памятник был демонтирован в 2022 году, вместо него на поверхности земли тёмно-серая плита на белой плите несколько большего размера и с табличкой на эстонском языке «Жертвы Второй мировой войны» (см. Список советских военных памятников Эстонии).

## Комментарии
1. ↑  Эстонские топонимы, оканчивающиеся на -а, не склоняются и не имеют женского рода (исключение — Нарва)[8].